# Kathrin Walmanns
Kathrin Walmanns (* 20. Juni 1987) ist eine ehemalige deutsche Fußballspielerin, die zuletzt beim 1. FC Köln unter Vertrag stand.

## Karriere
Walmanns spielte von 2006 bis 2009 in der drittklassigen Regionalliga West für den FC Teutonia Weiden, dessen Frauenfußballabteilung im Sommer 2009 Alemannia Aachen beitrat. Nach einem Jahr in Aachen folgte zur Saison 2010/11 der Wechsel zum Bundesligisten Bayer 04 Leverkusen. Für diesen gab sie am 13. November 2010 (13. Spieltag) beim 3:0-Erfolg gegen den FF USV Jena ihr Debüt in Deutschlands höchster Spielklasse, als sie in der 82. Minute für Lena Steinbach in Spiel kam. Nach drei weiteren Erstligaeinsätzen schloss sich Walmanns im Sommer 2011 dem Zweitligisten Borussia Mönchengladbach an, wo sie zwar sofort Stammspielerin wurde, mit der Mannschaft zum Ende der Saison als Tabellenvorletzter allerdings den Gang in die Regionalliga antreten musste. Im Sommer 2014 wechselte sie zur Zweitvertretung des 1. FC Köln.